# Janssen-Fritsen
Pour les articles homonymes, voir JF.
 (novembre 2017).

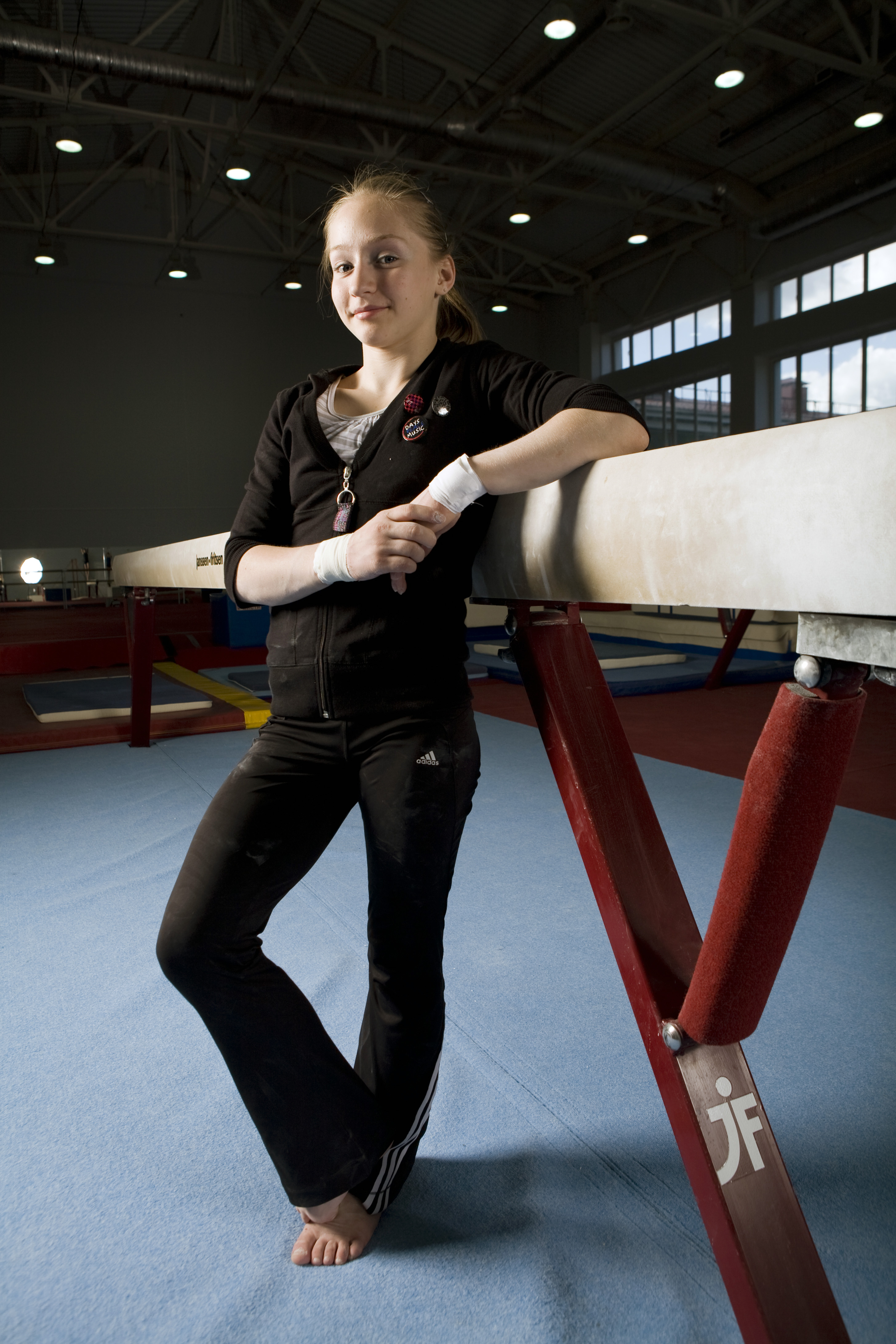
Ksenia Semenova posant à côté d'une poutre Janssen-Fritsen.

Janssen-Fritsen (JF) est un équipementier sportif néerlandais de gymnastique, basée à Helmond.
En France, les produits de cette marque sont distribués par Kassiope.

## Compétitions
Janssen-Fritsen a été choisi comme équipementier officiel par de nombreuses compétitions internationales de gymnastique.
- Jeux olympiques : Mexico 1968, Munich 1972, Barcelone 1992, Athènes 2004, Pékin 2008
- Championnats du monde de gymnastique artistique : Dortmund 1966, Ljubljana 1970, Rotterdam 1987, Lausanne 1997, Gand 2001
- Championnats d'Europe de gymnastique artistique : Anvers 1965, Amsterdam 1967, Madrid 1971, Skien 1975, Stockholm 1989, Stockholm 1994, Amsterdam 2004, Volos 2006, Amsterdam 2007
- Gymnaestrada : Amsterdam 1991, Lisbonne 2003
- Championnats du monde de gymnastique rythmique : Bakou 2005
- Championnats d'Europe de gymnastique rythmique : Asker 1996
- Championnats du monde d'acrosport : Gand 1999